# Derek Ali
Derek Ali, popularmente conhecido como MixedbyAli, é um engenheiro de mixagem vencedor do Grammy. A sua carreira começou em Los Angeles no final dos anos 2000, gravando e mixando para os artistas da Top Dawg Entertainment Kendrick Lamar, Jay Rock, SZA e, mais recentemente, Bas, Nipsey Hussle, Snoop Dogg e muitos outros.
Em 2018, ele inventou um programa de mixagem online e uma comunidade para engenheiros de mixagem, chamado EngineEars, que visa ensinar técnicas a futuros engenheiros que irão melhorar a qualidade das mixagens que eles criam e fornecer um acesso de mixagem de classe mundial para artistas remotamente.